# 14429 Coyne
14429 Coyne (1991 XC) là một tiểu hành tinh vành đai chính được phát hiện ngày 3 tháng 12 năm 1991 bởi C. S. Shoemaker và D. H. Levy ở Đài thiên văn Palomar.